# Mario Peragallo
Mario Peragallo (Roma, 25 marzo 1910 – Roma, 24 ottobre 1996) è stato un compositore italiano.

## Biografia
Nato a Roma nel 1910, Mario Peragallo compì gli studi musicali in questa città con Alfredo Casella. I primi lavori risalgono alla fine degli anni venti e sono in stile veristico fino al 1945 periodo nel quale iniziò ad adottare la dodecafonia, profondamente influenzato da Arnold Schönberg, pur conservando un'impronta del tutto personale nel trattamento della serie; un chiaro esempio di ciò è il madrigale drammatico La collina del 1947. In seguito fu direttore artistico dell'Accademia Filarmonica Romana dal 1950 al 1954, segretario della SIMC dal 1950 al 1956 e presidente della medesima dal 1963 al 1986. Smise di comporre alla fine degli anni cinquanta per poi ricominciare, dopo un lunghissimo silenzio durato più di venti anni, con il lavoro Emircal (1982) in memoria di Luigi Dallapiccola. Possedeva una villa all'isola d'Elba, sul promontorio dell'Agnone presso Procchio.
Morì a Roma nel 1996.

## Opere

### Musica da camera
- Composizione per pianoforte (1927)
- Balletto per pianoforte (1927)
- Corale, Preludio e Fughetta a due voci per pianoforte (1928/1929)
- Mirthfull per tredici strumenti (1928/1929)
- Toccata per organo (1932)
- Preludio per chitarra (1933)
- Quartetto n°1 per quartetto d'archi (1933)
- Quartetto n°2 per quartetto d'archi (1934)
- Concertino per violino, viola, violoncello e pianoforte (1935)
- Quartetto n°3 per quartetto d'archi (1937)
- Musica per doppio quartetto d' archi per quartetto d'archi o ensemble (1948)
- Fantasia per pianoforte (1953)
- Vibrazioni per flauto, pianoforte e tiptofono (1960)
- Tre ricercari su totale cromatico per pianoforte a quattro mani (1989)
- Nientedinuovo “otto piccole offerte musicali a Per… Ori… St… Ia” per clarinetto e pianoforte (1990)
- Tre numeri di musica per violoncello e pianoforte (1990)

### Musica orchestrale
- Adagio per arpa o pianoforte e orchestra d'archi (1927)
- Lento per orchestra d'archi (1927)
- Sinfonia lirica per voce e orchestra (1928/1929)
- Concerto per orchestra (1941)
- Concerto per pianoforte e orchestra (1950 con Arturo Benedetti Michelangeli diretto da Carlo Maria Giulini al Teatro La Fenice di Venezia)
- Fantasia per grande orchestra (1952 diretta da Fernando Previtali al Teatro La Fenice)
- Concerto per violino e orchestra (1954)
- Forme sovrapposte per orchestra (1959)
- Emircal per grande orchestra, voci e nastro magnetico su testi di sant'Agostino e di Leo De Berardinis (1980)
- Perclopus concerto da camera per clarinetto, quintetto di fiati, quintetto d'archi e nastro magnetico (1982)
- Concerto n° 2 per pianoforte e orchestra (1988)

### Musica vocale
- La rosa per voce e pianoforte (1928/1929)
- La Ginevra degli Almieri melodramma in tre atti di Giovacchino Forzano (1937), rappresentato per la prima volta al Teatro dell'Opera di Roma il 13 febbraio 1937, diretta da Giuseppe Del Campo, con regia di Marcello Govoni
- Favoletta per tenore e pianoforte (1939)
- Ave Maria per contralto e pianoforte (1941)
- Lo stendardo di San Giorgio melodramma in tre atti di Giovacchino Forzano (1941)
- L'incubo per voce e pianoforte (1943)
- La collina madrigale drammatico per soli, coro e piccola orchestra su testo di Edgar Lee Masters (1947 al Teatro La Fenice di Venezia diretta da Antonio Pedrotti con Giovanni Voyer e Angelica Tuccari)
- De profundis per coro misto a cappella (1952)
- La gita in campagna opera in un atto e tre quadri su testo di Alberto Moravia (1954) al Teatro alla Scala di Milano diretta da Nino Sanzogno con Antonio Zerbini
- La parrucca dell' imperatore opera (1953)
- In Memoriam. Corale e Aria per coro misto e orchestra su testo di Luigi Dallapiccola (1955 con Franco Caracciolo (direttore d'orchestra) al Teatro La Fenice)